# Abel Herzberg
Abel Jacob Herzberg (Amsterdam, 17 september 1893 – aldaar, 19 mei 1989) was advocaat en procureur. Daarnaast was hij een Nederlandse toneel- en kroniekschrijver en essayist.

## Levensloop
Herzberg was de zoon van Russisch-Joodse ouders. In 1922 werd hij tot Nederlander genaturaliseerd. Als student was hij bevriend met Jacob Israël de Haan. Hij studeerde rechten in Amsterdam en werd na zijn studie advocaat en procureur. Als advocaat specialiseerde hij zich in de drankwetgeving. Zijn Duitse zwager Wilhelm Spiegel was in 1933 een van de eerste slachtoffers van het nazisme na Hitlers machtsovername.
Herzberg was van 1934 tot 1939 voorzitter van de Nederlandse Zionistenbond. Vanaf augustus 1940 tot de ontruiming in maart 1941 was hij directeur van het joodse werkdorp in de Wieringermeer. Herzberg stond met zijn vrouw en drie kinderen op de zogeheten Frederikslijst en genoot daardoor een zekere bescherming. Vanaf maart 1943 werd hij met zijn gezin geïnterneerd in Barneveld. Zijn drie kinderen ontsnapten toen de Duitsers in september 1943 het kamp ontruimden. Zij overleefden allen de oorlog als onderduikers. Herzberg en zijn vrouw werden getransporteerd naar Westerbork en later Bergen-Belsen, dat op 15 april 1945 door de Britten werd bevrijd. Vlak voor deze bevrijding was Herzberg op het verloren transport gezet. De trein waarin hij opgesloten zat, reed 14 dagen in oostelijke en zuidoostelijke richting door Duitsland, voordat de reis bij het dorpje Tröbitz, niet ver van de Elbe, in door de Russen veroverd gebied eindigde. Op 30 juni 1945 kwam hij terug in Nederland. Abel Herzberg had kans gezien in het kamp een dagboek bij te houden. Na de oorlog is dit gepubliceerd onder de titel Tweestromenland.
In 1950 verscheen de Kroniek der Jodenvervolging, waarvoor hij de Jan Campertprijs won. Eerder had hij al opstellen geschreven over het concentratiekamp Bergen-Belsen (Amor fati, 1946) waarvoor hij de Dr. Wijnaendts Franckenprijs kreeg. In zijn stukken over het proces tegen de nazi Adolf Eichmann worden naast de harde feiten ook de menselijke achtergronden belicht en pleit Herzberg voor een waarachtige, geestelijke cultuur. Ook zijn toneelstukken over figuren uit de joodse geschiedenis gaan over alledaagse, menselijke problematiek.
Abel Herzberg was gehuwd met Theodora (Thea) Loeb. De dichteres en toneelschrijfster Judith Herzberg is hun dochter. Zijn zus Frieda was de moeder van psychiater Louis Tas. Abel Herzberg is begraven op de Liberaal Joodse Begraafplaats Gan Hasjalom aan de Vijfhuizerweg in Hoofddorp.

## Prijzen
- 1949 - Dr. Wijnaendts Franckenprijs voor Amor fati
- 1952 - Extra prijs van de Jan Campert-stichting voor Kroniek der Jodenvervolging
- 1958 - ANV-Visser Neerlandia-prijs voor Herodes
- 1960 - ANV-Visser Neerlandia-prijs voor Sauls dood
- 1964 - Constantijn Huygensprijs voor zijn gehele oeuvre
- 1972 - P.C. Hooft-prijs voor zijn gehele oeuvre

### Boeken
- 1936 - Vaderland (toneelstuk)
- 1946 - Amor fati (zeven opstellen over Bergen-Belsen)
- 1950 - Tweestromenland (dagboek)
- 1950 - 'Kroniek der Jodenvervolging', in: J.J. van Bolhuis e.a. (red.), Onderdrukking en verzet. Nederland in oorlogstijd (4 delen), deel 3, p. 5—256. Afzonderlijke boekuitgave: Kroniek der Jodenvervolging 1940—1945 (1952. Derde druk, aangevuld met twee nabeschouwingen 1978. Nieuwe uitgave 1985)
- 1955 - Herodes (toneelstuk)
- 1958 - Sauls dood
- 1960 - Amor fati, Tweestromenland (twee boeken in één pocketuitgave)
- 1961 - Het proces Eichmann
- 1962 - Eichmann in Jeruzalem
- 1964 - Brieven aan mijn kleinzoon
- 1969 - Pro-Deo. Herinneringen aan een vooroordeel
- 1972 - Om een lepel soep - Over advocaten en cliënten
- 1974 - De memoires van koning Herodes
- 1975 - Drie rode rozen (novelle)
- 1979 - Een andere visie, bijlage bij de heruitgave van Het Joodsche Weekblad (met een inleiding van D. Houwaart)
- 1980 - De man in de spiegel. Opstellen, toespraken en kritieken 1940—1979
- 1981 - Twee verhalen
- 1983 - Brieven aan mijn grootvader
- 1985 - Mirjam, met illustraties van Mance Post, kinderboek
- 1986 - Aartsvaders
- 1993-1996 - Verzameld werk
- 1996 - Brief aan mijn kleindochter

### Artikelen
- Het ondergaan van geweld. In: Politiek geweld - Uitg. Vredesopbouw / Studium Generale R.U. Utrecht, 1978

## Trivia
- De Abel Herzberglezing wordt sinds 1990 door de Rode Hoed in samenwerking met dagblad Trouw georganiseerd. Prominenten spreken een lezing uit ter nagedachtenis aan Abel Herzberg.[4]